# Potrimpos

Patollos, Perkunos und Potrimpus (rechts) nach der Beschreibung bei Simon Grunau.

Potrimpos war ein Gott der alten Prußen.

## Überlieferung
Während die meisten Quellen den prußischen Gott Potrimpus kurz als Gott des fließenden Wassers und der Quellen beschreiben, gibt Simon Grunau in seiner Preussischen Chronik eine ausführlichere Beschreibung des Gottes, wobei seine Angaben als unzuverlässig gelten. Danach sei Potrimpos ein Glücksgott, der bei der heiligen immergrünen Eiche in Rickoyto zusammen mit Perkunos und Patollos verehrt wurde. Ihm zu Ehren werde bei besagter Eiche eine Schlange verehrt, der in einem mit Garben bedeckten Topf mit Milch geopfert werde. Auf der Fahne des Königs Widowuto werden dieselben drei Götter dargestellt:

„… das eine war wie ein man junger gestalt, ane bardt, gekronet mit sangelen (Ähren) und frolich sich irbot und der gott vom getreide und hies Potrimppo“

## Autrimpus und Natrimpus
Unklar ist das Verhältnis von Potrimpus zu zwei anderen prußischen Götternamen. Bereits 1418 erwähnt die Collatio episcopi Warmensis, dass die heidnischen Bewohner von Preußen den „Patollum Natrimpe“ und andere ungeheuerliche Geister verehrten. Während das Sudauer Büchlein den Potrimpus als Gott des fließenden Wassers beschreibt, ist Autrimpus „der Gott des Mehres vnd der grossen Sehe“ und wird in der Agenda mit dem römischen Meergott Neptunus gleichgesetzt. Dazu gesellt sich noch Bardoayts als „der Schiffe Gott“, den Johannes Malalas mit dem römischen Hafengott Portunus gleichsetzt.
Da die Silbe -trimp- aus dem Baltischen nicht erklärt werden kann, bleibt unklar, wie die Götter Potrimpus, Autrimpus und Natrimpe zu deuten sind und wie sie zueinander stehen.